# Sericomyia militaris
Sericomyia militaris är en tvåvingeart som beskrevs av Walker 1849. Sericomyia militaris ingår i släktet torvblomflugor, och familjen blomflugor. Inga underarter finns listade i Catalogue of Life.